# Freyellaster scalaris
Freyellaster scalaris är en sjöstjärneart som först beskrevs av A.H. Clark 1916.  Freyellaster scalaris ingår i släktet Freyellaster och familjen Freyellidae. Inga underarter finns listade i Catalogue of Life.